# Cs (digramme)
Cette page contient des caractères spéciaux ou non latins. S’ils s’affichent mal (▯, ?, etc.), consultez la page d’aide Unicode.
Pour les articles homonymes, voir CS.
Cs (minuscule cs) est un digramme de l'alphabet latin composé d'un C et d'un S.

## Linguistique
- En hongrois, le digramme « cs » représente généralement la consonne affriquée palato-alvéolaire sourde [t͡ʃ] Il est considéré comme une lettre à part entière et est placé entre le C et le D.

## Représentation informatique
Comme la plupart des digrammes, il n'existe aucun encodage du Cs sous la forme d'un seul signe. Il est toujours réalisé en accolant les lettres C et S.